# Мамберти, Доминик
Доминик Франсуа Жозеф Мамберти́ (фр. Dominique François Joseph Mamberti; род. 7 марта 1952, Марракеш, Марокко) — французский куриальный кардинал, ватиканский дипломат и сановник. Титулярный архиепископ Сагоны с 18 мая 2002 по 14 февраля 2015 год. Апостольский нунций в Судане с 18 мая 2002 по 15 сентября 2006 год. Апостольский делегат в Сомали с 18 мая 2002 по 17 января 2004 год. Апостольский нунций в Эритрее с 19 февраля 2004 по 15 сентября 2006 год. Секретарь по отношениям с государствами Государственного секретариата Ватикана с 15 сентября 2006 по 8 ноября 2014 год. Префект Верховного Трибунала Апостольской Сигнатуры с 8 ноября 2014 года. Кардинал-дьякон с титулярной диаконией Санто-Спирито-ин-Сассья с 14 февраля 2015 года. Кардинал-протодьякон с 28 октября 2024 года.

## Биография
Рукоположён в сан священника 20 сентября 1981 года и служил в приходе епархии Аяччо (Франция, о-в Корсика). Имеет степени по каноническому и гражданскому праву.
На дипломатическую службу Святого Престола поступил 1 марта 1986 года. Работал в апостольских нунциатурах в Алжире, Чили, постоянном представительстве Святого Престола при ООН (Нью-Йорк), в Ливане, а также в отделе по взаимоотношениям с государствами.
18 мая 2002 года был назначен титулярным архиепископом Сагоны и апостольским нунцием в Судане. Епископская хиротония состоялась 3 июля того же года. Ординацию провёл кардинал Анджело Содано, тогдашний Государственный секретарь Святого Престола.
19 февраля 2004 года был назначен также апостольским нунцием в Эритрее.
15 сентября 2006 года Мамберти занял пост Секретаря по отношениям с государствами Государственного секретариата Святого Престола, то есть стал «министром иностранных дел» Ватикана сменив на этом посту Джованни Лайоло.
Владеет французским, итальянским, английским и испанским языками.
8 ноября 2014 года назначен префектом Верховного Трибунала Апостольской Сигнатуры, сменив на этом посту американского кардинала Берка.

## Кардинал
4 января 2015 года, во время чтения молитвы Angelus, Папа римский Франциск объявил, что Доминик Мамберти будет возведён в кардиналы на консистории от 14 февраля 2015 года.
Участник Конклава 2025 года, где был избран Папа Лев XIV.
Будучи кардиналом-протодьяконом на конклаве 2025 года, Мамберти объявлял миру об избрании Папы Льва XIV.
Он не смог возложить паллий на Льва XIV (как ожидалось от кардинала-протодьякона) на папской интронизации, поскольку находился в больнице из-за сердечной фибрилляции.

## Награды
- Кавалер Большого креста ордена «За заслуги перед Итальянской Республикой» (5 февраля 2007 года)[8]
- Командор ордена Почётного легиона (Франция, 2009 год)[9]
- Большой крест ордена Звезды Румынии (Румыния, 2008 год)[10]